# 比嘉光龍
比嘉 光龍（ひが ばいろん、1969年〈昭和44年〉 - ）は、沖縄語の専門家、活動家である。琉球復国活動家でもある。
彼は、故郷の沖縄で学者、教師、絶滅の危機にある沖縄語の専門家としてよく知られており、ラジオやテレビのタレントとしても活躍している。

## 伝記
那覇市生まれ。比嘉は沖縄の母と米兵と思われるアメリカ人の父の間に生まれたが、生後間もなく叔父と叔母に預けられた。彼は自分のことを「アメリカ系うちなーんちゅ」（アメリカ系沖縄人）と名乗っている。
子供の頃、外見のせいでクラスメイトに「アメリカー」と呼ばれ、いじめられていた。22歳で渡米したが、外見のせいで英語が話せると思われていることに苛立ちを覚える。24歳で沖縄に戻り、沖縄語で歌われる伝統的な沖縄民謡に出会い、自分が沖縄人であることを自覚し、歌に使われている言語を学びたいと思うようになった。

## 沖縄語の学習
沖縄語を教えてくれる教室や機関がなかったため、比嘉は自分なりの学習方法を見つけなければならなかった。比嘉は、まだ沖縄語を話すことができる年配の人たちに話を聞くことで学んだ。彼の主な先生は有名な舞台俳優の真喜志康忠（1923-2011）で、毎週のように彼のもとを訪れて学んだ。沖縄語を習得した後、比嘉は教えるようになった。何年もの間、彼はすべて地元の言葉で放送するラジオ番組を持っている。住民（ほとんどが高齢者）が、歌をリクエストしたり、おしゃべりをしたりするために電話をかけてくる。テレビ番組に出演するほか、那覇市からお金をもらって地元の人に教えている。

## 大衆文化において
比嘉は、日常生活の中でその地の土着の言語をより多く実践することを率直に主張し、沖縄の人々にその土地の言語の習得を奨励している。数少ない流暢な沖縄語話者の一人である比嘉は、国内外のメディアから頼りにされ、絶滅の危機に瀕している言語や沖縄の言語に関する国内外のイベントに定期的に出席している。
伝統的な沖縄民謡を沖縄語で歌う比嘉の映像が、沖縄出身のアーティスト照屋勇賢が今日までの沖縄の歴史を伝える新しいコレクションの一環としてまとめた民族学博物館のコレクションに収録されている。

## 琉球独立において
琉球独立運動の支持者としても知られ、日本は琉球国に居座り米軍基地や自衛隊基地を勝手に作り琉球人の歴史も教えないため独立するべきだとしている。